# Velódromo de Anoeta
Velódromo de Anoeta (dawniej Anoetako Belodromoa) – hiszpańska hala sportowo-widowiskowa położona w San Sebastián. Może pomieścić 5500 widzów. Jest wykorzystywana zarówno do wydarzeń sportowych jak i koncertów. W 1977 roku odbyły się Halowe Mistrzostwa Europy w Lekkoatletyce.